# Чернета
Черне́та — колишнє село в Україні. Підпорядковувалося Лукімській сільській раді Оржицького району Полтавської області.
Виключене з облікових даних згідно з рішенням Полтавської обласної ради від 12 жовтня 2010 року «Про виключення з облікових даних села Чернета Лукімської сільської ради Оржицького району Полтавської області» у зв'язку з відсутністю мешканців та житлових будинків.